# Beamerulus morelosensis
Beamerulus morelosensis är en insektsart som beskrevs av Young 1957. Beamerulus morelosensis ingår i släktet Beamerulus och familjen dvärgstritar. Inga underarter finns listade i Catalogue of Life.